# ペレンノール野の合戦
ペレンノール野の合戦（ペレンノールののかっせん）はJ・R・R・トールキンの小説『指輪物語』において、ゴンドールの都ミナス・ティリスの攻略を目指すサウロンのモルドール及びその同盟国軍と、それを阻止しようとするゴンドールおよびその同盟国軍との間で戦われた合戦である。参戦した勢力の多さと動員された兵力から、おそらくは指輪戦争における一連の戦闘の中でも最大級の激戦となった。
モルドール軍にはハラドリム、東夷の軍が加わった。ゴンドール軍は、ミナス・ティリス守備軍のほか、ゴンドール諸封土から招集された兵、ローハン軍で構成された。指輪の仲間ではガンダルフ、アラゴルン、レゴラス、ギムリ、メリアドク・ブランディバックが戦った。ペレグリン・トゥックは戦闘には参加しなかったが、ゴンドールの近衛兵として守備に当たった。
ペレンノール野の合戦は、第三紀3019年3月15日に起こった。ただし、14日にはミナス・ティリスはモルドール軍に包囲されており、戦闘はさらに前から行われていた。本項ではミナス・ティリス攻囲も含めて記述する。

## 開戦までの経過
ミナス・ティリスの攻囲は予想されていたため、非戦闘員は退去し、ゴンドールの諸封土から兵が招集され、10日までには到着していた。また、ローハン軍やアラゴルンの一行もそれぞれミナス・ティリスを目指して進軍していた。

### ローハン
アイゼンガルドから戻ったセオデン王の軍勢は、角笛城の合戦以前に招集した軍勢と9日に馬鍬谷で合流した。この時、ゴンドールからの救援の求めである赤い矢を受け取り、10日からミナス・ティリスへ向け進軍を始めた。モルドール軍はローハン軍に備えて街道に陣をしいていたが、ローハン軍はドルーアダンの野人の案内で森の中の道を通りこれを回避し、15日の明け方にペレンノール野の合戦に参戦した。メリアドクは行軍を王に認められなかったが、変装したエオウィン姫とともに秘密裏に行軍に参加した。

### アラゴルン一行
セオデンに同行していたアラゴルンは、6日、オルサンクのパランティーアを覗き、サウロンにイシルドゥアの世継ぎとして正体を現した。同時に、ゴンドールが南からも襲撃されるであろうことを知り、自ら死者の道を通り、救援に向かうことを決意した。レゴラス、ギムリ、エルラダンとエルロヒア、そしてエリアドールのドゥーネダインはこれに同行し、エレヒで召集された死者の軍勢とともに13日、ペラルギアに到着し、ウンバールの艦隊を壊滅させた。アラゴルンはそこで死者の軍勢を解放し、周辺から召集した兵とともに奪ったウンバールの艦隊に乗ってミナス・ティリスを目指した。

### ミナス・ティリス
11日、執政デネソールの次子ファラミアがオスギリアスに向けて出陣した。12日、オスギリアスで戦闘が行われ、モルドール軍が勝利し、アンドゥインの渡河に成功した。13日、ランマスの外壁が破られ、モルドール軍がペレンノール野へ侵入した。ファラミアは負傷し、ミナス・ティリスに運ばれた。

## ミナス・ティリス攻囲
14日、ペレンノール野はモルドール軍によって完全に占拠され、ミナス・ティリスは包囲された。この時点で本来ゴンドール軍の総指揮官である執政デネソールは戦意を喪失しており、ガンダルフとイムラヒル大公が防衛戦の指揮をとった。
モルドール軍の指揮はアングマールの魔王で、他のナズグールも包囲に参加し、恐怖によって都の戦意をくじいた。堅固な第一防壁によって城内を直接攻撃することはできなかったが、燃える石や戦死者の首級を投石器で打ち上げ、火と恐怖をゴンドール軍に与えた。攻城用櫓による攻撃も行われたが、これは成功しなかった。15日未明、グロンドと名づけられた破城槌が持ち出され、アングマールの魔王の魔力のもとで防壁の城門部分を攻撃し、これを破壊した。
アングマールの魔王は入城しようとし、城門前でガンダルフと対峙したが、ローハン軍の到着を知らせる角笛をきき、城門から立ち去った。

## ペレンノール野の合戦

戦闘経過図とペレンノール野付近の地図

ローハン軍は夜明けにペレンノール野に突入し、戦闘を開始した。ローハン軍はペレンノール野の北半分近くに広がり、セオデン王の部隊はハラド軍と戦い、首領を討った。しかし、セオデンのもとに怪鳥に乗ったアングマールの魔王が飛来し、近衛部隊の馬を恐慌に陥れ、セオデンの乗馬雪の鬣は矢を受け、セオデンは雪の鬣の下敷に倒れた。
アングマールの魔王はセオデンに止めをさすべく着地したが、男装して秘密裏に行軍に参加していたセオデンの姪エオウィン姫がそれを妨げようと魔王に挑戦した。魔王は人間の男には自分を倒せないと威嚇したが、エオウィンは自分が女であることを明かし、怪鳥の頭を切り落とした。魔王は矛で攻撃し、エオウィンの盾を砕き、さらにとどめを刺そうと矛を振りかぶったが、エオウィンと一緒に秘密裏に行軍に参加していたメリアドクが背後から塚山出土の剣で魔王の足を刺し、さらにエオウィンにも前から刺され、消滅した。
エオウィンは倒れ、セオデンはメリアドクに最後の別れを告げた後、駆け付けた甥のエオメルに王位を譲って死亡した。エオメルはセオデンの亡骸をミナス・ティリスに運ばせた後に、エオウィンが倒れていることに気付いて狂気にかられ、戦場に戻り全軍で突撃した。
ローハン軍の参戦によって包囲が破れたので、ミナス・ティリスの防衛軍は城内から撃って出てローハン軍を支援した。その後は一進一退の攻防が続いたが、モルドール軍が次々に補強されていくので守備側にとって戦況は厳しかった。
午前の中ごろ、ウンバールの海賊船が大河をさかのぼってきて、攻撃側の勝利が決定したかと思われたが、乗船していたのはアラゴルンの一行とその招集した軍勢だった。アラゴルンはエレンディルの戦旗を掲げて上陸し、戦闘を開始した。これで大勢は守備側に傾いた。以後闘いは続いたが、日暮れまでに戦闘は終わった。

## デネソールの乱心
ミナス・ティリスには代々パランティーアが伝えられていたが、ミナス・イシルがナズグールに占拠されてからは、代々の王、執政は使用を控えていた。しかし、デネソールは困難な治世に立ち向かうべく度々パランティーアを使用していた。ミナス・ティリスが包囲される直前、息子ファラミアが投げ矢と黒の息によって重態に陥ったことに動揺し、パランティーアを覗き、アンドゥインをウンバールの海賊船がさかのぼっていることを知った。デネソールは絶望し、ミナス・ティリスの守備の指揮を放棄してファラミアの看護にあたったが、ファラミアの容体にも望みを失い、自らと息子を生きたまま火葬に付すべく、侍僕を呼ぶようにペレグリンに命じ、同時にペレグリンの奉公を解いた。ペレグリンは侍僕を呼んだあと、近衛兵のベレゴンドに会い、持ち場を離れてファラミアを救うため力を尽くすよう依頼した。ペレグリンはさらにアングマールの魔王との対峙のおわったガンダルフに事情を話し、二人で執政家の廟へ駆けつけた。
廟の入り口ではベレゴンドが、侍僕が廟に入ることを防いでいた。ガンダルフとペレグリンは廟に入り、ファラミアを救い出したがデネソールはパランティーアとともに火の中に入り、死亡した。

## 結果
両軍とも大きな犠牲を出した。著名な犠牲は、ゴンドール側では執政デネソール、ローハン王セオデン、ローハンのグリムボルド、ゴンドールのフォルロング、ドゥーネダインの野伏ハルバラドなどである。モルドール側は、大半の兵が討たれ（生きてモルドール、ハラドに帰還した者はほとんどいなかった）た上、アングマールの魔王が消滅するなどの大きな痛手を被ったが、指輪の幽鬼はあと8人残っており、直属のオークや、南方の朝貢国から集めた人間は多数おり、軍勢の立て直しはさほど困難ではなかった。

## 映画での描かれ方
映画『王の帰還』でもこの戦いは描かれているが、いくつかの点において異なっている。これは数個の勢力が同時に各地で活動したため、重要なシーンを最後の戦闘に集中させるためにストーリーを転換したこと、および映画という手段に由来する限界によると思われる。

### 攻城戦の描き方
- 原作では、城内の非戦闘員は既に退去しているが、映画では非戦闘員も市街地に多数残っている。市街戦の凄惨さを描くためであると思われる。
- モルドール側の攻撃は主に投石と攻城櫓によって行われる。映画版では一定の成果を発揮しており、城内では投石攻撃の被害が発生し攻城櫓のいくつかは城壁に兵力を侵入させることができた。原作の描写では城壁は超えられないほどに高いとされているが、これに完全に忠実になると物理力による攻城戦は不可能になってしまう。城門の突破など原作でモルドール軍があげた戦果はアングマールの魔王の力によるところが大きく、彼のもたらす「恐怖」やガンダルフの神秘的な力は映像では描きにくいという点もあるため、あくまで物理的な軍事力による攻撃でモルドール側が有利に戦いを進めたと描くしかなかったのであろうと思われる。
- ゴンドール側も投石によって破壊された城壁の石を、塔に設置した投石機で投げ返し一定の戦果をあげる。一方的に攻撃にさらされていた原作とは大きく異なる。
- 原作ではアングマールの魔王が馬に乗って城内に入る場面があるが、映画で侵入してきたのはトロルとオーク、東夷などだった。このため、守備兵も逃げることなく応戦する。
- 原作では城門が突破され魔王とガンダルフが対峙しただけで援軍が到着し、ここで攻城戦は終わるが、映画では敵が第1環状区になだれ込み、市街戦が行われる。このため守備兵は第2環状区以内に退却する。これも先述した理由と同じで、戦闘シーンを描かなければゴンドールの劣勢を映像では表現し難いからであると思われる。
- 原作では主戦場がペレンノール野に移った後に、城内の守備兵が城門付近の敵を蹴散らして城外へ打って出る。しかし映画ではこれが描かれず、最後まで城内に立てこもったままである。先述したように原作と違って城内にかなり侵入されているということが原因と考えられる。

### ローハン軍の描き方
- 原作において、ローハンの騎兵がハラドのムマキル部隊と実際に戦うところは描かれず、戦闘は主にハラドの騎兵、歩兵を相手に行われている。しかし映画では、ムマキル部隊と実際に戦うシーンがある（この時、同行していたレゴラス、ギムリも勇戦している）。巨大なムマキルに対して騎兵で突撃するというのは無謀そのものだが、これも敵の強大さを描くためであると思われる。
- 原作においてハラドの騎兵隊を率いていた指揮官と旗手を打ち取り、黒い蛇の旗を地にまみれさせるなどの手柄をあげたセオデン王だが、映画では最初の突撃以外にはあまり活躍する場面は映されずアングマールの魔王に倒される。
- セオデン王の最期において、原作ではエオメルに王位を譲る描写があるが、映画では戦場に取り残され、エオウィンに看取られて崩御する。また原作のエオウィンは力を使い果たして（加えて呪いで）倒れているはずであり、セオデンも彼女はエドラスに留まっているものと思い込んでいるはずであるが、ここも変更されている。
- 原作では大河を遡って来た艦隊をエオメルが挑発する描写があるが、これは省略された。

### アラゴルンの描き方
- 映画では「死者の軍勢」の登場する戦いが全く異なる。原作ではウンバールの船を奪うために彼らに戦いを命じ、ここで彼らを解放するのだが、映画ではペレンノール野の戦闘に投入し、城内の敵も一掃させている。この違いは、映画では原作において用いられた回想という方式が使いにくいことによるだろう。敵の船から味方が出てくるのは十分な「サプライズ」なのだが、なぜ死者ではなく生身の人間が乗っているのか説明するために原作のような回想シーンを用いるのは煩雑だからである。
- アルウェンの手になる王旗は登場しない。映画では、このときのアルウェンは衰弱して死にかけているという設定になっている。
- 戦闘と直接に関係はないが、アラゴルンの持っているアンドゥリルはエルロンドが後からナルシルを打ち直して持って来たものとされている。なお原作では裂け谷を出る段階で既に完成している。